# Sălătruc (okręg Hunedoara)
Sălătruc – wieś w Rumunii, w okręgu Hunedoara, w gminie Blăjeni. W 2011 roku liczyła 108 mieszkańców.